# Donatella Mazzoleni

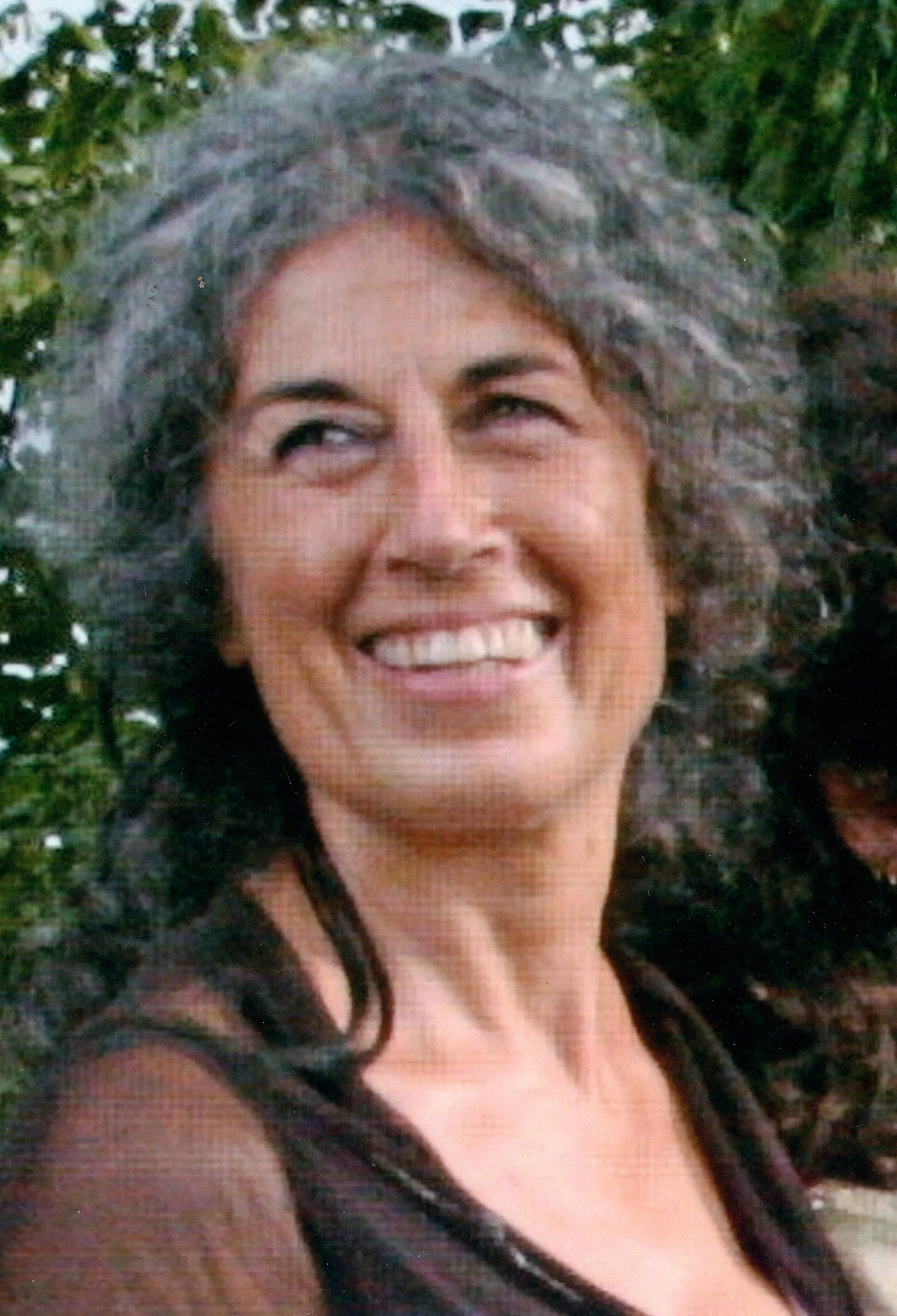
Donatella Mazzoleni

Donatella Mazzoleni (* 1943 in Florenz, Italien; lebt in Neapel) ist eine italienische Architektin, Architekturtheoretikerin, Autorin und Hochschullehrerin.

## Leben und Werk
Donatella Mazzoleni studierte bis 1967 Architektur an der Universität von Neapel. Sie unternahm ausgedehnte Studienreisen durch Europa, Asien, Afrika, Amerika und Australien.
Sie war als Professorin für Architekturdesign an der Universität in Neapel tätig und lehrte außerdem an verschiedenen Universitäten in Europa, Amerika und Australien. Ihre Arbeit als Architektin umfasste insbesondere die Bereiche Architekturdesign, Städtebau, Landschaftsarchitektur, Ausstellungsarchitektur, historische Bauforschung und Museumsplanung.
Donatella Mazzoleni entwarf ab dem Jahr 1960 zusammen mit dem italienischen Architekten Aldo Loris Rossi die Planung der utopischen Vertikalen Stadt. Dieses Stadtmodell beruhte auf der Überlegung, dass die Stadt völlig aus der Fläche verschwindet und sich nur noch auf wenige, riesige Hochhäuser konzentriert, die selbst Städte mit allen Funktionen wie Produktion, Verteilung, Verkehr, Konsumption und den entsprechenden Strukturen bilden. Im Jahr 1972 war sie, zusammen mit Rossi, mit einem Modell und Zeichnungen für die Vertikale Stadt Teilnehmerin der Documenta 5 in Kassel in der Abteilung Parallele Bildwelten: Utopie und Planung.